# Ghasri Valley

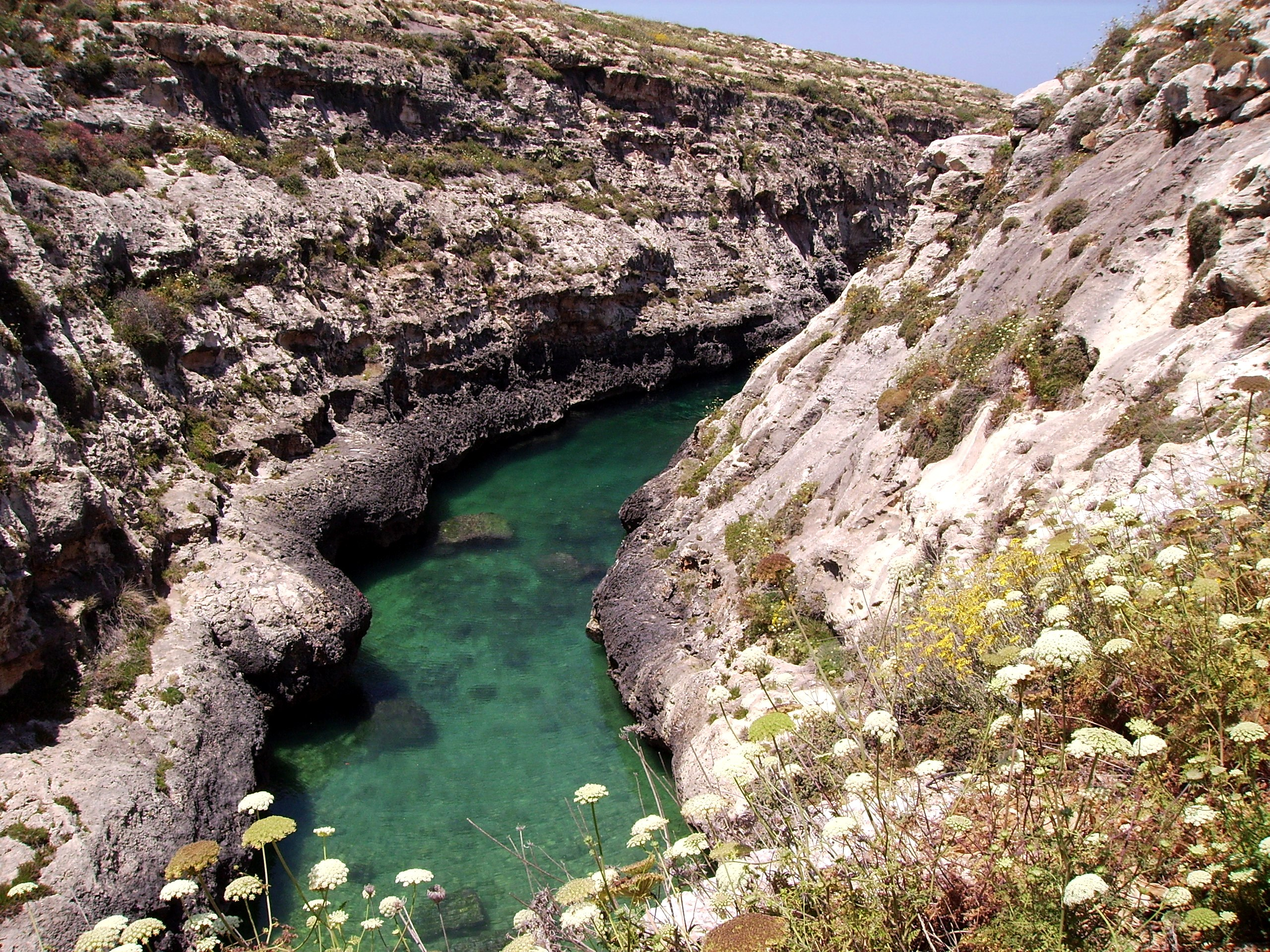
Ghasri Valley

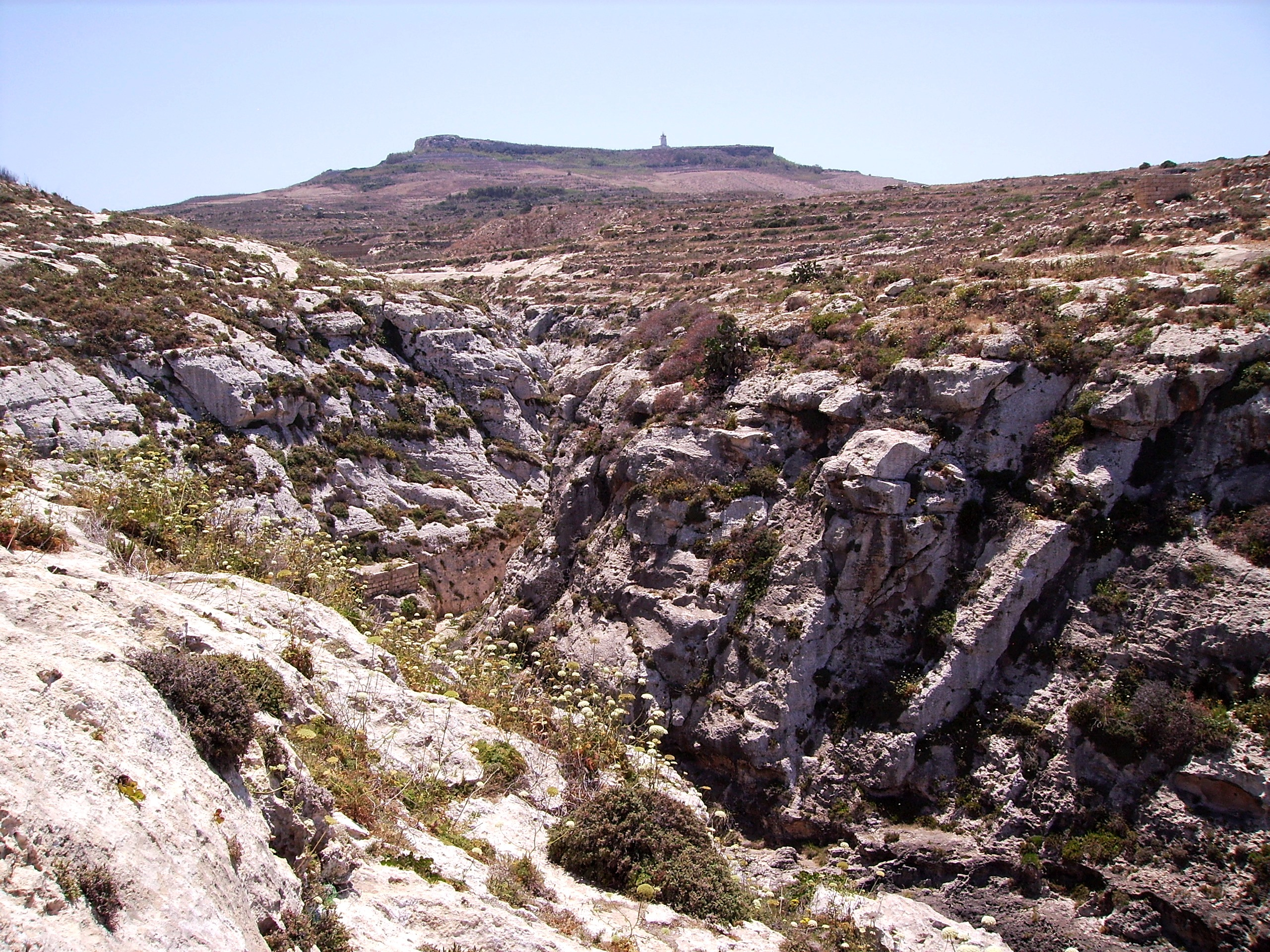
Ghasri Valley

Ghasri Valley lub Wied il-Għasri – wąwóz morski na maltańskiej wyspie Gozo. Dolina kontynuuje drogę do Għasri po stronie lądu.

## Położenie
Ghasri Valley znajduje się na północnym wybrzeżu wyspy. Wąwóz ma długość około 250 metrów i szerokość od 15 do 30 metrów. Wewnętrzne przedłużenie wąwozu ma długość około 500 metrów.
Niedaleko Wied il-Għasri znajduje się Reqqa Point. Jest to najdalej na północ wysunięty punkt archipelagu maltańskiego. Miejscowości Żebbuġ i Għasri znajdują się w pobliżu doliny. Latarnia morska Giordan Lighthouse oddalona jest o około 1,5 kilometra. Popularna zatoka Xwejni oddalona jest o około 2,2 kilometra.
Ze względu na bardzo odległe położenie i trudną dostępność, Wied il-Għasri nie ma znaczenia dla turystyki. Dolina dobrze jest jednak znana w świecie płetwonurków, ponieważ po prawej stronie, poza wąwozem, jest dobrze znane miejsce do nurkowania. Jest to duża, podwodna jaskinia, z dużą, wypełnioną powietrzem wnęką. Jaskinię określana jest jako Jaskinię Katedralną lub  jako Błękitną Kopułę.

## Środowisko
Chociaż najbliższe otoczenie i Ghasri Valley są unikalne dla wyspy Gozo, wąwóz nie podlega żadnemu programowi ochrony. Tylko północne wybrzeże od Zatoki Ramla, na krótko przed Wied il Ghasri jest częścią projektu Natura 2000. Poprzez strome ściany i ich kryjówki lęgnie się i gniazduje wiele gatunków ptaków.

## FloraiFauna
Sam wąwóz ma bardzo mało wierzchniej warstwy gleby. Właśnie dlatego żyją tutaj wyspecjalizowane rośliny, które mogą mieszkać na jałowej i suchej ziemi przez cały rok. Należą do nich sukulenty, Kapary cierniste i kaktusy.
Wąwóz jest bardzo płytki i ma maksymalną głębokość około 10 metrów. W tych płytszych obszarach występują głównie małe mureny i ryby mugilowate, a w tych ciemniejszych miejscach często można zobaczyć Apogona. Poza Ghasri Valley znajduje się Jaskinia Katedralna. Żyje tu wiele skorupiaków takich, jak Pustelniki czy Langustowate. W wodach otwartych żyje dużo ryb pelagicznych, między innymi Sphyraeny, ryby makrelowate i małe tuńczyki.